# Schizomeria
Schizomeria é um género botânico pertencente à família Cunoniaceae.